# Король Данило
«Король Данило» — исторический боевик Тараса Химича. Формирование бюджета фильма осуществляется с помощью краудфандинга. Бюджет фильма составил 4 миллион гривен; сбор средств начался 13 июля 2017 года на краудфандинговой платформе Na-Starte.

## Сюжет
1238 год. Галицкий князь Данило (Даниил Галицкий) со своим братом Василько нападают на приграничный замок тайного ордена. Благодаря своей находчивости, Данило захватывает магистра в плен. Последний убеждает князя стать его союзником в борьбе с могущественным врагом с востока.
Хан Батый нападает на Русь и разрушает Киев, как и предупреждал магистр. Начинается мобилизация и создание городов-крепостей. Такое решение не нравится галицким боярам, они готовы договориться с ханом, ради спокойного ведения собственных дел. Хан Батый не спешит продолжать наступление, так как у него другой план. Среди приближённых князя есть предатель, который действует в интересах галицких бояр и строит козни, направленные против князя и его родных. Когда боярам не удаётся склонить Данила к сотрудничеству, они выступают войной против него, привлекая наёмников. Войну с боярами Данило блестяще выигрывает, но не без потерь.
В этот момент приезжает магистр от Папы Римского с предложением, а хан Батый отправляет князю ультиматум. Одновременно при загадочных обстоятельствах погибает жена Данилы Анна. Неожиданно для всех Данило лично отправляется на переговоры с ханом. Несмотря на великие испытания, судьба благосклонна к Данилу и он возвращается домой живым. При помощи магистра князь получает корону от папы и становится первым королём Руси.

## В ролях
- Ярмошенко Сергей — король Данило (Даниил Галицкий)
- Ринат Хайруллин — хан Бату (Батый)
- Олег Сикиринский — Гордей Мстиславович
- Юрий Выхованец — Василько, брат Данилы
- Виктор Лафарович — магистр Бруно
- Мирослава Рачинская — Ефросинья, мать Данилы
- Ирина Никитина — княгиня Анна
- Альбина Сотникова — Боракчин-хатун
- Роман Муц — наёмник-викинг Ульв
- Евгения Муц — Анна Мстиславна, жена Данилы
- Вероника Шостак — Евлампия
- Остап Пастух — Орбан
- Павел Тур — Ираклий
- Максим Вершина — Устим
- Александр Кузьменко — Мирча
- Пётр Бенюк — Папа Римский Иннокентий IV
- Александр Назарчук — Ратибор
- Дмитрий Усов — Ярко
- Денис Пасечный — Никитка
- Валерий Пасечник — тысяцкий Дмитрий
- Сергей Козловсий — Менгу
- Марина Мазур — Хильда
- Артур Рожицкий — Сартак
- Василий Ницко —  боярин Владислав Кормильчин
- Лидия Остринская — Стеха, кормилица Данилы
- Алексей Лань — Вольфгарт
- Владимир Климук — Рейст
- Мирослава Полатайко-Гусак
- Алексей Кравчук — боярин
- Ярослав Васылык — боярин
- Олеся Галканова — Лань
- Святослав Владыка
- Саша Манзель — Лев Данилович, сын Данилы
- Владимир Прокофьев — безымянный воин

## Съёмочная группа
- Режиссёр: Тарас Химич
- Сценаристы: Тарас Химич, Олеся Галканова-Лань
- Оператор: Тарас Химич
- Продюсер: Олеся Галканова-Лань

## Музыка к фильму
Над саундтреком к фильму работает звукорежиссер Роман Микульский и композитор Сергей Шманёв.

## Место съёмок
Фильм снимается в Прикарпатье, где построен специальный средневековый городок, который, после завершения съёмок, планируется сохранить в качестве музея.
Съёмки также пройдут почти в тридцати локациях на Подолье и в Центральной Украине, в том числе на Тернопольщине.